# Keros
Die unbewohnte griechische Insel Keros (griechisch Κέρος [ˈkʲɛrɔs] (f. sg.)) ist die zweitgrößte Insel der Kleinen Kykladen und die größte der  Koufonisia. Die archäologischen Funde und die Bezeichnung Keros-Syros-Kultur weisen auf die Bedeutung der Ägäisinsel während der frühen Bronzezeit hin.

## Lage
Keros liegt umgeben von einigen kleineren Inseln etwa 10 km südöstlich von Naxos und 11 km nordwestlich von Amorgos. Zwischen Naxos und Keros liegen noch Pano Koufonisi, Kato Koufonisi und Glaronisi. Schinoussa liegt etwa 6,5 km westlich.

## Geschichte
Um 2700 bis 2200 v. Chr. befand sich im äußersten Westen von Keros und auf der kleinen, heute nur etwa 80 m entfernten Nachbarinsel Daskalio (Δασκαλειό) eines der wichtigsten Zentren der frühen Periode der bronzezeitlichen Kykladenkultur, Kavos Daskaleio. Die winzige Felseninsel Daskalio war während des Frühkykladikums vermutlich über eine Landbrücke mit Keros verbunden. Während der Kastri-Kultur fand aufgrund der für eine Verteidigung günstigeren Lage ein Wechsel von Kavos auf die heutige Insel Daskalio statt. Der vollständige Herstellungsprozess von Obsidianklingen, die Marmorbearbeitung sowie die Kupferschmelze wurden in Kavos Daskaleio nachgewiesen. In dem Ort lebten schätzungsweise etwa 100–200 Menschen. Es wird als gesichert angesehen, dass Kavos Daskaleio einem der auf Seehandel spezialisierten Dörfer angehörte, da hier mehr Menschen lebten als die Insel versorgen konnte.
Als Keria (Κερία) war die Insel Mitglied im Attischen Seebund während der Perserkriege.
Im Mittelalter diente die Insel als Piratenversteck. Im 19. Jahrhundert war Keros im Besitz des Klosters Panagia Chozoviotissa (Παναγία Χοζοβιώτισσα) auf Amorgos und diente einigen Hirtenfamilien als Viehweide. Damals wurde die Insel als rauer Bergrücken beschrieben, auf der sich nur wenige für den Ackerbau geeignete Stellen befinden. Keros ist heute unbewohnt und wird von Landwirten saisonal als Viehweide genutzt. Auf der Nordseite bei Konakia steht die kleine Kirche Panagitsa (Ξωκκλήσια Παναγίτσα).

### Archäologische Funde

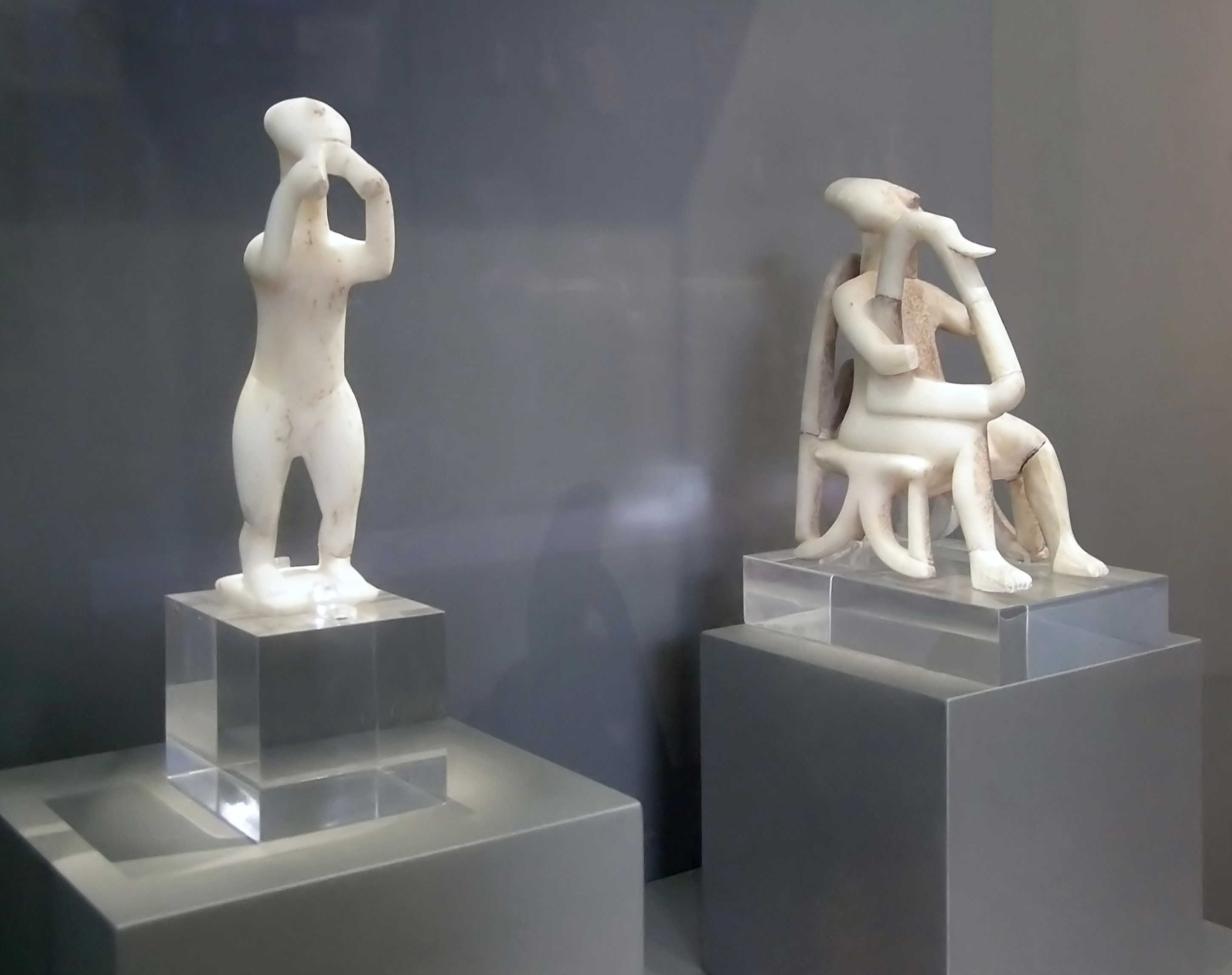
Harfenspieler und Flötenspieler von Keros

Zum ersten Mal trat Keros ins Interesse der Archäologie, als der Historiker Ulrich Köhler 1884 die Entdeckung von zwei Kykladenidolen in einem Grab mit der exakten Lage auf der Insel publizierte. Es handelt sich um den Harfenspieler von Keros, eines der schönsten und bekanntesten Werke der Kykladenkultur und eine der ältesten Darstellungen eines Musikers. Die sitzende männliche Figur mit geöffneten Beinen hält in der rechten Hand eine Harfe. Der Harfenspieler ist 22,5 cm hoch und aus Marmor gearbeitet. Im selben Grab wurde der Aulosspieler gefunden, der möglicherweise vom selben Künstler gestaltet wurde, sowie zwei weibliche kanonische Idole. Die Figuren werden in die Zeit zwischen 2700 und 2300 v. Chr. datiert. Beide Figuren sind im Archäologischen Nationalmuseum Athen ausgestellt.
In den 1950er und frühen 1960er Jahren trat die Insel wieder ins Interesse der Archäologie, als auf dem internationalen Markt für Altertümer privaten Sammlungen und Museen in Europa, den USA, Australien und Japan zahlreiche illegale Objekte der Kykladenkultur angeboten wurden. Die unter der Bezeichnung Schatz von Keros oder Keros-Hort (Θησαυρός της Κέρου, Keros Hoard) bekannten Objekte stammten aus einer Serie von Raubgrabungen an der Westseite der Insel im so genannten Kavos-Feld. Um den skandalösen Auswirkungen entgegenzuwirken, wurde 1963 unter der Leitung des Archäologen Christos Doumas unter Beteiligung des damaligen Doktoranden Colin Renfrew eine systematische archäologische Erforschung von Kavos beschlossen. Sie fanden absichtlich zerbrochene Statuen aus der frühen Periode zwischen 2700 und 2300 v. Chr. vom Spedostyp sowie Töpferwaren und Obsidianklingen. Als die bis zu einem Meter hohen Statuen von einem britisch-griechischen Archäologenteam gefunden wurden, lagen sie durcheinandergewürfelt eng zusammen, einem Haufen gebleichter Knochen vergleichbar. Ursprünglich waren die Idole bemalt. Es wird vermutet, dass es sich um das Ergebnis eines Ritus handelt; damit handelte es sich um die früheste religiöse Kultstätte in der Ägäis. Weitere Ausgrabungen im geplünderten Bereich (special deposit) 1966 und 1967 konnten eine außergewöhnlich große Anzahl von Artefakten sichern, architektonische Spuren konnten nicht nachgewiesen werden. Weitere Ausgrabungen fanden 1987/88 durch Colin Renfrew und Christos Doumas statt und 2006–2008 konnte Renfrew noch einmal eine große Grabung in Kavos und auf dem vorgelagerten Eiland Daskalio organisieren.
Im Goulandris Museum für Kykladenkunst in Athen sind 81 Fragmente ausgestellt. Die heute mehr als 1400 bekannten Kykladenidole stammen mehrheitlich von Keros.

## Naturschutz
Keros ist Teil des Natura 2000 Gebiets GR4220013 Mikres Kyklades: Irakleia, Schinoussa, Koufonisia, Keros, Antikeri kai thalassia zoni (Μικρές Κυκλάδες: από Κέρο μέχρι Ηράκλεια, Σχοινούσσα, Κουφονήσια, Κέρος, Αντικέρι και θαλάσσια ζώνη).

## Trivia
Die Idole von Keros inspirierten die Arbeiten von Pablo Picasso und Henry Moore.